# گنج‌آباد سفلی (جیرفت)
گنج‌آباد سفلی روستایی در دهستان گنج‌آباد بخش اسماعیلی شهرستان جیرفت استان کرمان ایران است.

## جمعیت
بر پایه سرشماری عمومی نفوس و مسکن در سال ۱۳۹۵ جمعیت این روستا ۱۶ نفر (۷خانوار) بوده‌است.